# Presidenti del Consiglio di sicurezza delle Nazioni Unite
I presidenti del Consiglio di sicurezza delle Nazioni Unite dal 1946 ad oggi sono i seguenti.

## Lista
| Presidente                                                           | Nazionalità               | Periodo                        |
| 1946                                                                 | 1946                      | 1946                           |
| -------------------------------------------------------------------- | ------------------------- | ------------------------------ |
| Norman Makin                                                         | Australia                 | 17 gennaio - 16 febbraio 1946  |
| Cyro de Freitas Valle                                                | Brasile                   | 17 febbraio - 16 marzo 1946    |
| Quo Tai-chi                                                          | Taiwan                    | 17 marzo - 16 aprile 1946      |
| Hafez Afifi Pasha                                                    | Egitto                    | 17 aprile - 16 maggio 1946     |
| Alexandre Parodi                                                     | Francia                   | 17 maggio - 16 giugno 1946     |
| Francisco Castillo Nájera                                            | Messico                   | 17 giugno - 16 luglio 1946     |
| Eelco van Kleffens                                                   | Paesi Bassi               | 17 luglio - 16 agosto 1946     |
| Oskar R. Lange                                                       | Polonia                   | 17 agosto - 16 settembre 1946  |
| Andrei Gromyko                                                       | Unione Sovietica          | 17 settembre - 16 ottobre 1946 |
| Alexander Cadogan                                                    | Regno Unito               | 17 ottobre - 16 novembre 1946  |
| Herschel V. Johnson II                                               | Stati Uniti               | 17 novembre - 31 dicembre 1946 |
| 1947                                                                 |                           |                                |
| Norman Makin                                                         | Australia                 | Gennaio 1947                   |
| Fernand van Langenhove                                               | Belgio                    | Febbraio 1947                  |
| Oswaldo Aranha                                                       | Brasile                   | Marzo 1947                     |
| Quo Tai-chi                                                          | Taiwan                    | Aprile 1947                    |
| Alfonso López Pumarejo                                               | Colombia                  | Maggio 1947                    |
| Alexandre Parodi                                                     | Francia                   | Giugno 1947                    |
| Oskar R. Lange                                                       | Polonia                   | Luglio 1947                    |
| Faris al-Khoury                                                      | Siria                     | Agosto 1947                    |
| Andrei Gromyko                                                       | Unione Sovietica          | Settembre 1947                 |
| Alexander Cadogan                                                    | Regno Unito               | Ottobre 1947                   |
| Warren Austin                                                        | Stati Uniti               | Novembre 1947                  |
| John Hood                                                            | Australia                 | Dicembre 1947                  |
| 1948                                                                 |                           |                                |
| Fernand van Langenhove                                               | Belgio                    | Gennaio 1948                   |
| A. G. L. McNaughton                                                  | Canada                    | Febbraio 1948                  |
| Tsiang Tingfu                                                        | Taiwan                    | Marzo 1948                     |
| Alfonso López Pumarejo                                               | Colombia                  | Aprile 1948                    |
| Alexandre Parodi                                                     | Francia                   | Maggio 1948                    |
| Faris al-Khoury                                                      | Siria                     | Giugno 1948                    |
| Dmitrij Manuil'skij                                                  | RSS Ucraina               | Luglio 1948                    |
| Jakov Aleksandrovič Malik                                            | Unione Sovietica          | Agosto 1948                    |
| Alexander Cadogan                                                    | Regno Unito               | Settembre 1948                 |
| Warren Austin Juan Atilio Bramuglia                                  | Stati Uniti Argentina     | Ottobre 1948                   |
| José Arce                                                            | Argentina                 | Novembre 1948                  |
| Fernand van Langenhove                                               | Belgio                    | Dicembre 1948                  |
| 1949                                                                 |                           |                                |
| A. G. L. McNaughton                                                  | Canada                    | Gennaio 1949                   |
| Tsiang Tingfu                                                        | Taiwan                    | Febbraio 1949                  |
| Alberto Inocente Álvarez                                             | Cuba                      | Marzo 1949                     |
| Mahmoud Fawzi Bey                                                    | Egitto                    | Aprile 1949                    |
| Jean Chauvel                                                         | Francia                   | Maggio 1949                    |
| Arne Sunde                                                           | Norvegia                  | Giugno 1949                    |
| Dmitrij Manuil'skij                                                  | RSS Ucraina               | Luglio 1949                    |
| Semyon K. Tsarapkin                                                  | Unione Sovietica          | Agosto 1949                    |
| Alexander Cadogan                                                    | Regno Unito               | Settembre 1949                 |
| Warren Austin                                                        | Stati Uniti               | Ottobre 1949                   |
| José Arce                                                            | Argentina                 | Novembre 1949                  |
| A. G. L. McNaughton                                                  | Canada                    | Dicembre 1949                  |
| 1950                                                                 |                           |                                |
| Tsiang Tingfu                                                        | Taiwan                    | Gennaio 1950                   |
| Carlos Blanco Sanchez                                                | Cuba                      | Febbraio 1950                  |
| Homero Viteri Lafronte                                               | Ecuador                   | Marzo 1950                     |
| Mahmoud Fawzi Bey                                                    | Egitto                    | Aprile 1950                    |
| Jean Chauvel                                                         | Francia                   | Maggio 1950                    |
| Benegal Narsing Rau                                                  | India                     | Giugno 1950                    |
| Arne Sunde                                                           | Norvegia                  | Luglio 1950                    |
| Jakov Aleksandrovič Malik                                            | Unione Sovietica          | Agosto 1950                    |
| Gladwyn Jebb                                                         | Regno Unito               | Settembre 1950                 |
| Warren Austin                                                        | Stati Uniti               | Ottobre 1950                   |
| Aleš Bebler                                                          | Jugoslavia                | Novembre 1950                  |
| Tsiang Tingfu                                                        | Taiwan                    | Dicembre 1950                  |
| 1951                                                                 |                           |                                |
| Antonio Quevedo                                                      | Ecuador                   | Gennaio 1951                   |
| François Lacoste                                                     | Francia                   | Febbraio 1951                  |
| Benegal Narsing Rau D. J. von Balluseck                              | India Paesi Bassi         | Marzo 1951                     |
| D. J. von Balluseck                                                  | Paesi Bassi               | Aprile 1951                    |
| Selim Sarper Ilhan Savut                                             | Turchia                   | Maggio 1951                    |
| Jakov Aleksandrovič Malik                                            | Unione Sovietica          | Giugno 1951                    |
| Gladwyn Jebb                                                         | Regno Unito               | Luglio 1951                    |
| Warren Austin                                                        | Stati Uniti               | Agosto 1951                    |
| Aleš Bebler                                                          | Jugoslavia                | Settembre 1951                 |
| João Carlos Muniz                                                    | Brasile                   | Ottobre 1951                   |
| Tsiang Tingfu                                                        | Taiwan                    | Novembre 1951                  |
| Antonio Quevedo                                                      | Ecuador                   | Dicembre 1951                  |
| 1952                                                                 |                           |                                |
| Jean Chauvel                                                         | Francia                   | Gennaio 1952                   |
| Alexis Kyrou                                                         | Grecia                    | Febbraio 1952                  |
| D. J. von Balluseck                                                  | Paesi Bassi               | Marzo 1952                     |
| Ahmed S. Bokhari                                                     | Pakistan                  | Aprile 1952                    |
| Selim Sarper                                                         | Turchia                   | Maggio 1952                    |
| Jakov Aleksandrovič Malik                                            | Unione Sovietica          | Giugno 1952                    |
| Gladwyn Jebb                                                         | Regno Unito               | Luglio 1952                    |
| Warren Austin                                                        | Stati Uniti               | Agosto 1952                    |
| João Carlos Muniz                                                    | Brasile                   | Settembre 1952                 |
| Hernán Santa Cruz                                                    | Cile                      | Ottobre 1952                   |
| Tsiang Tingfu                                                        | Taiwan                    | Novembre 1952                  |
| Henri Hoppenot                                                       | Francia                   | Dicembre 1952                  |
| 1953                                                                 |                           |                                |
| Alexis Kyrou                                                         | Grecia                    | Gennaio 1953                   |
| Charles Malik                                                        | Libano                    | Febbraio 1953                  |
| Ahmed S. Bokhari                                                     | Pakistan                  | Marzo 1953                     |
| Andrey Vyshinsky                                                     | Unione Sovietica          | Aprile 1953                    |
| Gladwyn Jebb                                                         | Regno Unito               | Maggio 1953                    |
| Henry Cabot Lodge Jr.                                                | Stati Uniti               | Giugno 1953                    |
| Rudecindo Ortega Masson                                              | Cile                      | Luglio 1953                    |
| Tsiang Tingfu                                                        | Taiwan                    | Agosto 1953                    |
| Francisco Urrutia                                                    | Colombia                  | Settembre 1953                 |
| William Borberg                                                      | Danimarca                 | Ottobre 1953                   |
| Henri Hoppenot                                                       | Francia                   | Novembre 1953                  |
| Alexis Kyrou                                                         | Grecia                    | Dicembre 1953                  |
| 1954                                                                 |                           |                                |
| Charles Malik                                                        | Libano                    | Gennaio 1954                   |
| Leslie Munro                                                         | Nuova Zelanda             | Febbraio 1954                  |
| Selim Sarper                                                         | Turchia                   | Marzo 1954                     |
| Andrey Vyshinsky                                                     | Unione Sovietica          | Aprile 1954                    |
| Pierson Dixon                                                        | Regno Unito               | Maggio 1954                    |
| Henry Cabot Lodge Jr.                                                | Stati Uniti               | Giugno 1954                    |
| Ernesto Leme                                                         | Brasile                   | Luglio 1954                    |
| Tsiang Tingfu                                                        | Taiwan                    | Agosto 1954                    |
| Francisco Urrutia                                                    | Colombia                  | Settembre 1954                 |
| William Borberg                                                      | Danimarca                 | Ottobre 1954                   |
| Henri Hoppenot                                                       | Francia                   | Novembre 1954                  |
| Charles Malik                                                        | Libano                    | Dicembre 1954                  |
| 1955                                                                 |                           |                                |
| Leslie Munro                                                         | Nuova Zelanda             | Gennaio 1955                   |
| Victor Belaunde                                                      | Perù                      | Febbraio 1955                  |
| Selim Sarper                                                         | Turchia                   | Marzo 1955                     |
| Arkady Sobolev                                                       | Unione Sovietica          | Aprile 1955                    |
| Pierson Dixon                                                        | Regno Unito               | Maggio 1955                    |
| Henry Cabot Lodge Jr.                                                | Stati Uniti               | Giugno 1955                    |
| Fernand van Langenhove                                               | Belgio                    | Luglio 1955                    |
| Cyro de Freitas Valle                                                | Brasile                   | Agosto 1955                    |
| Tsiang Tingfu                                                        | Taiwan                    | Settembre 1955                 |
| Henri Hoppenot                                                       | Francia                   | Ottobre 1955                   |
| Nasrollah Entezam                                                    | Iran                      | Novembre 1955                  |
| Leslie Munro                                                         | Nuova Zelanda             | Dicembre 1955                  |
| 1956                                                                 |                           |                                |
| Victor Belaunde                                                      | Perù                      | Gennaio 1956                   |
| Arkady Sobolev                                                       | Unione Sovietica          | Febbraio 1956                  |
| Pierson Dixon                                                        | Regno Unito               | Marzo 1956                     |
| Henry Cabot Lodge Jr.                                                | Stati Uniti               | Aprile 1956                    |
| Jože Brilej                                                          | Jugoslavia                | Maggio 1956                    |
| Edward Ronald Walker                                                 | Australia                 | Giugno 1956                    |
| Josef Nisot                                                          | Belgio                    | Luglio 1956                    |
| Tsiang Tingfu                                                        | Taiwan                    | Agosto 1956                    |
| Emilio Núñez Portuondo                                               | Cuba                      | Settembre 1956                 |
| Christian Pineau Bernard Cornut-Gentille Louis de Guiringaud         | Francia                   | Ottobre 1956                   |
| Nasrollah Entezam                                                    | Iran                      | Novembre 1956                  |
| Victor Belaunde                                                      | Perù                      | Dicembre 1956                  |
| 1957                                                                 |                           |                                |
| Carlos P. Rómulo                                                     | Filippine                 | Gennaio 1957                   |
| Gunnar Jarring                                                       | Svezia                    | Febbraio 1957                  |
| Arkady Sobolev                                                       | Unione Sovietica          | Marzo 1957                     |
| Pierson Dixon                                                        | Regno Unito               | Aprile 1957                    |
| Henry Cabot Lodge Jr.                                                | Stati Uniti               | Maggio 1957                    |
| Edward Ronald Walker                                                 | Australia                 | Giugno 1957                    |
| Tsiang Tingfu                                                        | Taiwan                    | Luglio 1957                    |
| Francisco Urrutia Emilio Núñez Portuondo                             | Colombia Cuba             | Agosto Settembre 1957          |
| Guillaume Georges-Picot                                              | Francia                   | Ottobre 1957                   |
| Hashim Jawad                                                         | Iraq                      | Novembre 1957                  |
| Carlos P. Rómulo                                                     | Filippine                 | Dicembre 1957                  |
| 1958                                                                 |                           |                                |
| Gunnar Jarring                                                       | Svezia                    | Gennaio 1958                   |
| Arkady Sobolev                                                       | Unione Sovietica          | Febbraio 1958                  |
| Pierson Dixon                                                        | Regno Unito               | Marzo 1958                     |
| Henry Cabot Lodge Jr.                                                | Stati Uniti               | Aprile 1958                    |
| Charles Ritchie                                                      | Canada                    | Maggio 1958                    |
| Tsiang Tingfu                                                        | Taiwan                    | Giugno 1958                    |
| Alfonso Araujo                                                       | Colombia                  | Luglio 1958                    |
| Guillaume Georges-Picot                                              | Francia                   | Agosto 1958                    |
| Hashim Jawad                                                         | Iraq                      | Settembre 1958                 |
| Koto Matsudaira                                                      | Giappone                  | Ottobre 1958                   |
| Jorge Illueca                                                        | Panama                    | Novembre 1958                  |
| Gunnar Jarring                                                       | Svezia                    | Dicembre 1958                  |
| 1959                                                                 |                           |                                |
| Mongi Slim                                                           | Tunisia                   | Gennaio 1959                   |
| Arkady Sobolev                                                       | Unione Sovietica          | Febbraio 1959                  |
| Pierson Dixon                                                        | Regno Unito               | Marzo 1959                     |
| Henry Cabot Lodge Jr.                                                | Stati Uniti               | Aprile 1959                    |
| Mario Amadeo                                                         | Argentina                 | Maggio 1959                    |
| Charles Ritchie                                                      | Canada                    | Giugno 1959                    |
| Tsiang Tingfu                                                        | Taiwan                    | Luglio 1959                    |
| Armand Berard                                                        | Francia                   | Agosto 1959                    |
| Egidio Ortona                                                        | Italia                    | Settembre 1959                 |
| Koto Matsudaira                                                      | Giappone                  | Ottobre 1959                   |
| Jorge Illueca                                                        | Panama                    | Novembre 1959                  |
| Mongi Slim                                                           | Tunisia                   | Dicembre 1959                  |
| 1960                                                                 |                           |                                |
| Arkady Sobolev                                                       | Unione Sovietica          | Gennaio 1960                   |
| Pierson Dixon                                                        | Regno Unito               | Febbraio 1960                  |
| Henry Cabot Lodge Jr.                                                | Stati Uniti               | Marzo 1960                     |
| Mario Amadeo                                                         | Argentina                 | Aprile 1960                    |
| Claude Corea                                                         | Ceylon                    | Maggio 1960                    |
| Tsiang Tingfu                                                        | Taiwan                    | Giugno 1960                    |
| Jose A. Correa                                                       | Ecuador                   | Luglio 1960                    |
| Armand Berard                                                        | Francia                   | Agosto 1960                    |
| Egidio Ortona                                                        | Italia                    | Settembre 1960                 |
| Bohdan Lewandowski                                                   | Polonia                   | Ottobre 1960                   |
| Mongi Slim                                                           | Tunisia                   | Novembre 1960                  |
| Valerian Zorin                                                       | Unione Sovietica          | Dicembre 1960                  |
| 1961                                                                 |                           |                                |
| Omar Loutfi                                                          | Rep. Araba Unita          | Gennaio 1961                   |
| Patrick Dean                                                         | Regno Unito               | Febbraio 1961                  |
| Adlai E. Stevenson                                                   | Stati Uniti               | Marzo 1961                     |
| T. B. Subasinghe                                                     | Ceylon                    | Aprile 1961                    |
| Daniel Schweitzer                                                    | Cile                      | Maggio 1961                    |
| Tsiang Tingfu Y. C. Hsueh                                            | Taiwan                    | Giugno 1961                    |
| Leopoldo Benites                                                     | Ecuador                   | Luglio 1961                    |
| Armand Berard                                                        | Francia                   | Agosto 1961                    |
| Rıfat Turgut Menemencioğlu                                           | Turchia                   | Ottobre 1961                   |
| Valerian Zorin                                                       | Unione Sovietica          | Novembre 1961                  |
| Omar Loutfi                                                          | Rep. Araba Unita          | Dicembre 1961                  |
| 1962                                                                 |                           |                                |
| Patrick Dean                                                         | Regno Unito               | Gennaio 1962                   |
| Adlai E. Stevenson Francis T.P. Plimpton                             | Stati Uniti               | Febbraio 1962                  |
| Carlos Sosa-Rodriguez                                                | Venezuela                 | Marzo 1962                     |
| Daniel Schweitzer                                                    | Cile                      | Aprile 1962                    |
| Tsiang Tingfu                                                        | Taiwan                    | Maggio 1962                    |
| Armand Berard                                                        | Francia                   | Giugno 1962                    |
| Alex Quaison-Sackey                                                  | Ghana                     | Luglio 1962                    |
| Frederick Boland                                                     | Irlanda                   | Agosto 1962                    |
| Mihail Haseganu                                                      | Romania                   | Settembre 1962                 |
| Platon Morozov Valerian Zorin                                        | Unione Sovietica          | Ottobre 1962                   |
| Mahmoud Riad                                                         | Rep. Araba Unita          | Novembre 1962                  |
| Patrick Dean                                                         | Regno Unito               | Dicembre 1962                  |
| 1963                                                                 |                           |                                |
| Adlai E. Stevenson                                                   | Stati Uniti               | Gennaio 1963                   |
| Carlos Sosa-Rodriguez                                                | Venezuela                 | Febbraio 1963                  |
| Geraldo de Carvalho Silos                                            | Brasile                   | Marzo 1963                     |
| Liu Chieh                                                            | Taiwan                    | Aprile 1963                    |
| Roger Seydoux                                                        | Francia                   | Maggio 1963                    |
| Alex Quaison-Sackey                                                  | Ghana                     | Giugno 1963                    |
| Ahmed Taibi Benhima                                                  | Marocco                   | Luglio 1963                    |
| Sievert A. Nielsen                                                   | Norvegia                  | Agosto 1963                    |
| Jacinto Castel Borja                                                 | Filippine                 | Settembre 1963                 |
| Nikolai Fedorenko                                                    | Unione Sovietica          | Ottobre 1963                   |
| Patrick Dean                                                         | Regno Unito               | Novembre 1963                  |
| Adlai E. Stevenson Charles Yost Francis T.P. Plimpton                | Stati Uniti               | Dicembre 1963                  |
| 1964                                                                 |                           |                                |
| Renan Castrillo Justiniano                                           | Bolivia                   | Gennaio 1964                   |
| Carlos A. Bernardes                                                  | Brasile                   | Febbraio 1964                  |
| Liu Chieh                                                            | Taiwan                    | Marzo 1964                     |
| Jiří Hájek                                                           | Cecoslovacchia            | Aprile 1964                    |
| Roger Seydoux                                                        | Francia                   | Maggio 1964                    |
| Arsene A. Usher                                                      | Costa d'Avorio            | Giugno 1964                    |
| Ahmed Taibi Benhima                                                  | Marocco                   | Luglio 1964                    |
| Sievert A. Nielsen                                                   | Norvegia                  | Agosto 1964                    |
| Platon D. Morozov                                                    | Unione Sovietica          | Settembre 1964                 |
| Patrick Dean                                                         | Regno Unito               | Ottobre 1964                   |
| Adlai E. Stevenson                                                   | Stati Uniti               | Novembre 1964                  |
| Fernando Ortiz Sanz                                                  | Bolivia                   | Dicembre 1964                  |
| 1965                                                                 |                           |                                |
| Liu Chieh                                                            | Taiwan                    | Gennaio 1965                   |
| Roger Seydoux                                                        | Francia                   | Febbraio 1965                  |
| Arsene Usher                                                         | Costa d'Avorio            | Marzo 1965                     |
| Abdul Monem Rifa'i                                                   | Giordania                 | Aprile 1965                    |
| Radhakrishna Ramani                                                  | Malaysia                  | Maggio 1965                    |
| J. G. de Beus                                                        | Paesi Bassi               | Giugno 1965                    |
| Platon Morozov                                                       | Unione Sovietica          | Luglio 1965                    |
| Roger Jackling                                                       | Regno Unito               | Agosto 1965                    |
| Arthur Goldberg                                                      | Stati Uniti               | Settembre 1965                 |
| Hector Paysse Reyes                                                  | Uruguay                   | Ottobre 1965                   |
| Fernando Ortiz Sanz                                                  | Bolivia                   | Novembre 1965                  |
| Liu Chieh                                                            | Taiwan                    | Dicembre 1965                  |
| 1966                                                                 |                           |                                |
| Roger Seydoux                                                        | Francia                   | Gennaio 1966                   |
| Akira Matsui                                                         | Giappone                  | Febbraio 1966                  |
| Muhammed El-Farra                                                    | Giordania                 | Marzo 1966                     |
| Moussa Leo Keita                                                     | Mali                      | Aprile 1966                    |
| J. G. de Beus                                                        | Paesi Bassi               | Maggio 1966                    |
| Frank Corner                                                         | Nuova Zelanda             | Giugno 1966                    |
| Simeon Adebo                                                         | Nigeria                   | Luglio 1966                    |
| Apollo Kironde                                                       | Uganda                    | Agosto 1966                    |
| Nikolai Fedorenko                                                    | Unione Sovietica          | Settembre 1966                 |
| Hugh Foot Baron Caradon Roger Jackling                               | Regno Unito               | Ottobre 1966                   |
| Arthur Goldberg                                                      | Stati Uniti               | Novembre 1966                  |
| Pedro P. Berro                                                       | Uruguay                   | Dicembre 1966                  |
| 1967                                                                 |                           |                                |
| Raúl Alberto Quijano                                                 | Argentina                 | Gennaio 1967                   |
| José Sette Câmara                                                    | Brasile                   | Febbraio 1967                  |
| Milko Tarabanov                                                      | Bulgaria                  | Marzo 1967                     |
| George Ignatieff                                                     | Canada                    | Aprile 1967                    |
| Liu Chieh                                                            | Taiwan                    | Maggio 1967                    |
| Hans Tabor                                                           | Danimarca                 | Giugno 1967                    |
| Endelkachew Makonnen                                                 | Etiopia                   | Luglio 1967                    |
| Roger Seydoux                                                        | Francia                   | Agosto 1967                    |
| Gopalaswami Parthasarathi                                            | India                     | Settembre 1967                 |
| Senjin Tsuruoka                                                      | Giappone                  | Ottobre 1967                   |
| Mamadou Boubacar Kante                                               | Mali                      | Novembre 1967                  |
| Simeon Adebo                                                         | Nigeria                   | Dicembre 1967                  |
| 1968                                                                 |                           |                                |
| Agha Shahi                                                           | Pakistan                  | Gennaio 1968                   |
| Miguel Solano Lopez                                                  | Paraguay                  | Febbraio 1968                  |
| Ousmane Socé                                                         | Senegal                   | Marzo 1968                     |
| Yakov Malik                                                          | Unione Sovietica          | Aprile 1968                    |
| Hugh Foot Baron Caradon                                              | Regno Unito               | Maggio 1968                    |
| Arthur Goldberg                                                      | Stati Uniti               | Giugno 1968                    |
| Tewfik Bouattoura                                                    | Algeria                   | Luglio 1968                    |
| João Agostoo de Araújo Castro                                        | Brasile                   | Agosto 1968                    |
| George Ignatieff                                                     | Canada                    | Settembre 1968                 |
| Liu Chieh                                                            | Taiwan                    | Ottobre 1968                   |
| Otto L. Borch                                                        | Danimarca                 | Novembre 1968                  |
| Endelkachew Makonnen                                                 | Etiopia                   | Dicembre 1968                  |
| 1969                                                                 |                           |                                |
| Max Jakobson                                                         | Finlandia                 | Gennaio 1969                   |
| Armand Berard                                                        | Francia                   | Febbraio 1969                  |
| Károly Csatorday                                                     | Ungheria                  | Marzo 1969                     |
| Padma Bahadur Khatri                                                 | Nepal                     | Aprile 1969                    |
| Agha Shahi                                                           | Pakistan                  | Maggio 1969                    |
| Miguel Solano Lopez                                                  | Paraguay                  | Giugno 1969                    |
| Ibrahima Boye                                                        | Senegal                   | Luglio 1969                    |
| Jaime de Piniés                                                      | Spagna                    | Agosto 1969                    |
| Yakov Malik                                                          | Unione Sovietica          | Settembre 1969                 |
| Hugh Foot Baron Caradon                                              | Regno Unito               | Ottobre 1969                   |
| Charles Yost                                                         | Stati Uniti               | Novembre 1969                  |
| Vernon Mwaanga                                                       | Zambia                    | Dicembre 1969                  |
| 1970                                                                 |                           |                                |
| Terence Nsanze                                                       | Burundi                   | Gennaio 1970                   |
| Liu Chieh                                                            | Taiwan                    | Febbraio 1970                  |
| Joaquín Vallejo Arbeláez                                             | Colombia                  | Marzo 1970                     |
| Max Jakobson                                                         | Finlandia                 | Aprile 1970                    |
| Jacques Kosciusco-Morizet                                            | Francia                   | Maggio 1970                    |
| Padma Bahadur Khatri                                                 | Nepal                     | Giugno 1970                    |
| Guillermo Sevilla Sacasa                                             | Nicaragua                 | Luglio 1970                    |
| Eugeniusz Kulaga                                                     | Polonia                   | Agosto 1970                    |
| Davidson Nicol                                                       | Sierra Leone              | Settembre 1970                 |
| Jaime de Piniés                                                      | Spagna                    | Ottobre 1970                   |
| George Tomeh                                                         | Siria                     | Novembre 1970                  |
| Yakov Malik                                                          | Unione Sovietica          | Dicembre 1970                  |
| Colin Crowe                                                          | Regno Unito               | Gennaio 1971                   |
| 1971                                                                 |                           |                                |
| Charles Woodruff Yost                                                | Stati Uniti               | Febbraio 1971                  |
| Carlos Ortiz de Rozas                                                | Argentina                 | Marzo 1971                     |
| Edouard Longerstaey                                                  | Belgio                    | Aprile 1971                    |
| Terence Nsanze                                                       | Burundi                   | Maggio 1971                    |
| Liu Chieh                                                            | Taiwan                    | Giugno 1971                    |
| Jacques Kosciusco-Morizet                                            | Francia                   | Luglio 1971                    |
| Piero Vinci                                                          | Italia                    | Agosto 1971                    |
| Toru Nakagawa                                                        | Giappone                  | Settembre 1971                 |
| Guillermo Sevilla Sacasa                                             | Nicaragua                 | Ottobre 1971                   |
| Eugeniusz Kulaga                                                     | Polonia                   | Novembre 1971                  |
| Ismail Byne Taylor-Kamara                                            | Sierra Leone              | Dicembre 1971                  |
| 1972                                                                 |                           |                                |
| Abdulrahim Abby Farah Umar Arteh Ghalib                              | Somalia                   | Gennaio 1972                   |
| Mansour Khalid Rahmatalla Abdalla Mohammed Fakhreddine               | Sudan                     | Febbraio 1972                  |
| Yakov Malik                                                          | Unione Sovietica          | Marzo 1972                     |
| Colin Crowe                                                          | Regno Unito               | Aprile 1972                    |
| George H. W. Bush                                                    | Stati Uniti               | Maggio 1972                    |
| Lazar Mojsov                                                         | Jugoslavia                | Giugno 1972                    |
| Carlos Ortiz de Rozas                                                | Argentina                 | Luglio 1972                    |
| Edouard Longerstaey                                                  | Belgio                    | Agosto 1972                    |
| Huang Hua                                                            | Cina                      | Settembre 1972                 |
| Louis de Guiringaud                                                  | Francia                   | Ottobre 1972                   |
| Jeanne Martin Cisse                                                  | Guinea                    | Novembre 1972                  |
| Samar Sen                                                            | India                     | Dicembre 1972                  |
| 1973                                                                 |                           |                                |
| Chaidir Anwar Sani                                                   | Indonesia                 | Gennaio 1973                   |
| Joseph Odero-Jowi                                                    | Kenya                     | Febbraio 1973                  |
| Aquilino Boyd Omar Torrijos Juan Antonio Tack                        | Panama                    | Marzo 1973                     |
| Javier Pérez de Cuéllar                                              | Perù                      | Aprile 1973                    |
| Ramatalla Abdulla                                                    | Sudan                     | Maggio 1973                    |
| Yakov Malik                                                          | Unione Sovietica          | Giugno 1973                    |
| Kenneth Jamieson Colin Crowe                                         | Regno Unito               | Luglio 1973                    |
| John A. Scali                                                        | Stati Uniti               | Agosto 1973                    |
| Lazar Mojsov                                                         | Jugoslavia                | Settembre 1973                 |
| Laurence McIntyre                                                    | Australia                 | Ottobre 1973                   |
| Peter Jankowitsch                                                    | Austria                   | Novembre 1973                  |
| Huang Hua                                                            | Cina                      | Dicembre 1973                  |
| 1974                                                                 |                           |                                |
| Gonzalo J. Facio                                                     | Costa Rica                | Gennaio 1974                   |
| Louis de Guiringaud                                                  | Francia                   | Febbraio 1974                  |
| Chaidir Anwar Sani                                                   | Indonesia                 | Marzo 1974                     |
| Talib Shabib                                                         | Template:SYR 1972-1977    | Aprile 1974                    |
| Charles Gatere Maina                                                 | Kenya                     | Maggio 1974                    |
| Moulaye El Hassen                                                    | Mauritania                | Giugno 1974                    |
| Javier Pérez de Cuéllar                                              | Perù                      | Luglio 1974                    |
| Jakov Aleksandrovič Malik                                            | Unione Sovietica          | Agosto 1974                    |
| Ivor Richard                                                         | Regno Unito               | Settembre 1974                 |
| Michel Njine                                                         | Camerun                   | Ottobre 1974                   |
| John A. Scali                                                        | Stati Uniti               | Novembre 1974                  |
| Laurence McIntyre                                                    | Australia                 | Dicembre 1974                  |
| 1975                                                                 |                           |                                |
| Guerodot G. Tchernouchtchenko                                        | RSS Bielorussa            | Gennaio 1975                   |
| Huang Hua                                                            | Cina                      | Febbraio 1975                  |
| Gonzalo J. Facio Fernando Salazar                                    | Costa Rica                | Marzo 1975                     |
| Louis de Guiringaud                                                  | Francia                   | Aprile 1975                    |
| Shridath Ramphal                                                     | Guyana                    | Maggio 1975                    |
| Abdul Karim Al-Shaikhly                                              | Iraq                      | Giugno 1975                    |
| Eugenio Plaja                                                        | Italia                    | Luglio 1975                    |
| Shizuo Saito                                                         | Giappone                  | Agosto 1975                    |
| Moulaye El Hassen                                                    | Mauritania                | Settembre 1975                 |
| Olof Rydbeck                                                         | Svezia                    | Ottobre 1975                   |
| Jakov Aleksandrovič Malik                                            | Unione Sovietica          | Novembre 1975                  |
| Ivor Richard                                                         | Regno Unito               | 1-15 17-31 dicembre 1975       |
| Ferdinand Oyono                                                      | Camerun                   | 16 dicembre 1975               |
| 1976                                                                 |                           |                                |
| Salim Ahmed Salim                                                    | Tanzania                  | Gennaio 1976                   |
| Daniel Patrick Moynihan                                              | Stati Uniti               | Febbraio 1976                  |
| Thomas S. Boya                                                       | Benin                     | Marzo 1976                     |
| Huang Hua                                                            | Cina                      | Aprile 1976                    |
| Louis de Guiringaud                                                  | Francia                   | Maggio 1976                    |
| Rashleigh E. Jackson Frederick R. Wills                              | Guyana                    | Giugno 1976                    |
| Piero Vinci                                                          | Italia                    | Luglio 1976                    |
| Isao Abe                                                             | Giappone                  | Agosto 1976                    |
| Mansour Rashid El-Kikhia                                             | Libia                     | Settembre 1976                 |
| Iqbal A. Akhund                                                      | Pakistan                  | Ottobre 1976                   |
| Jorge Illueca                                                        | Panama                    | Novembre 1976                  |
| Ion Datcu                                                            | Romania                   | Dicembre 1976                  |
| 1977                                                                 |                           |                                |
| Oleg Troyanovsky                                                     | Unione Sovietica          | Gennaio 1977                   |
| James Murray                                                         | Regno Unito               | Febbraio 1977                  |
| Andrew Young                                                         | Stati Uniti               | Marzo 1977                     |
| Simón Alberto Consalvi                                               | Venezuela                 | Aprile 1977                    |
| Thomas S. Boya                                                       | Benin                     | Maggio 1977                    |
| William Hickson Barton                                               | Canada                    | Giugno 1977                    |
| Chen Chu                                                             | Cina                      | Luglio 1977                    |
| Jacques Leprette                                                     | Francia                   | Agosto 1977                    |
| Rüdiger von Wechmar                                                  | Germania                  | Settembre 1977                 |
| Rikhi Jaipal                                                         | India                     | Ottobre 1977                   |
| Mansour Rashid El-Kikhia                                             | Libia                     | Novembre 1977                  |
| Radha Krishna Ramphul Harold E. Walter                               | Mauritius                 | Dicembre 1977                  |
| 1978                                                                 |                           |                                |
| Joseph Nanven Garba Leslie O. Harriman                               | Nigeria                   | Gennaio 1978                   |
| Oleg Troyanovsky                                                     | Unione Sovietica          | Febbraio 1978                  |
| Ivor Richard                                                         | Regno Unito               | Marzo 1978                     |
| Andrew Young                                                         | Stati Uniti               | Aprile 1978                    |
| Ruben Carpio Castillo                                                | Venezuela                 | Maggio 1978                    |
| Mario Rolon Anaya                                                    | Bolivia                   | Giugno 1978                    |
| William Hickson Barton                                               | Canada                    | Luglio 1978                    |
| Chen Chu                                                             | Cina                      | Agosto 1978                    |
| Ilya Hulinsky                                                        | Cecoslovacchia            | Settembre 1978                 |
| Jacques Leprette                                                     | Francia                   | Ottobre 1978                   |
| Léon N'Dong                                                          | Gabon                     | Novembre 1978                  |
| Rüdiger von Wechmar                                                  | Germania                  | Dicembre 1978                  |
| 1979                                                                 |                           |                                |
| Donald O. Mills                                                      | Giamaica                  | Gennaio 1979                   |
| Abdalla Y. Bishara                                                   | Kuwait                    | Febbraio 1979                  |
| Leslie O. Harriman                                                   | Nigeria                   | Marzo 1979                     |
| Ole Ålgård                                                           | Norvegia                  | Aprile 1979                    |
| Vasco Futscher Pereira                                               | Portogallo                | Maggio 1979                    |
| Oleg Troyanovsky                                                     | Unione Sovietica          | Giugno 1979                    |
| [[Ivor Richard Baron Richard\|Ivor Richard]]                         | Regno Unito               | Luglio 1979                    |
| Andrew Young                                                         | Stati Uniti               | Agosto 1979                    |
| Paul J. F. Lusaka                                                    | Zambia                    | Settembre 1979                 |
| Khwaja Mohammed Kaiser                                               | Bangladesh                | Ottobre 1979                   |
| Sergio Palacios de Vizzio                                            | Bolivia                   | Novembre 1979                  |
| Chen Chu                                                             | Cina                      | Dicembre 1979                  |
| 1980                                                                 |                           |                                |
| Jacques Leprette                                                     | Francia                   | Gennaio 1980                   |
| Peter Florin                                                         | Germania Est              | Febbraio 1980                  |
| Donald O. Mills                                                      | Giamaica                  | Marzo 1980                     |
| Porfirio Muñoz Ledo                                                  | Messico                   | Aprile 1980                    |
| Ide Oumarou                                                          | Niger                     | Maggio 1980                    |
| Ole Ålgård                                                           | Norvegia                  | Giugno 1980                    |
| Carlos P. Rómulo                                                     | Filippine                 | Luglio 1980                    |
| Vasco Futscher Pereira                                               | Portogallo                | Agosto 1980                    |
| Taieb Slim                                                           | Tunisia                   | Settembre 1980                 |
| Oleg Troyanovsky                                                     | Unione Sovietica          | Ottobre 1980                   |
| Anthony Parsons                                                      | Regno Unito               | Novembre 1980                  |
| Donald McHenry                                                       | Stati Uniti               | Dicembre 1980                  |
| 1981                                                                 |                           |                                |
| Ling Qing                                                            | Cina                      | Gennaio 1981                   |
| Jacques Leprette                                                     | Francia                   | Febbraio 1981                  |
| Peter Florin                                                         | Germania Est              | Marzo 1981                     |
| Noel Dorr                                                            | Irlanda                   | Aprile 1981                    |
| Masahiro Nisibori                                                    | Giappone                  | Maggio 1981                    |
| Porfirio Muñoz Ledo                                                  | Messico                   | Giugno 1981                    |
| Ide Oumarou                                                          | Niger                     | Luglio 1981                    |
| Jorge Illueca                                                        | Panama                    | Agosto 1981                    |
| Carlos P. Rómulo                                                     | Filippine                 | Settembre 1981                 |
| Jaime de Piniés                                                      | Spagna                    | Ottobre 1981                   |
| Taieb Slim                                                           | Tunisia                   | Novembre 1981                  |
| Olara Otunnu                                                         | Uganda                    | Dicembre 1981                  |
| 1982                                                                 |                           |                                |
| Oleg Troyanovsky                                                     | Unione Sovietica          | Gennaio 1982                   |
| Anthony Parsons                                                      | Regno Unito               | Febbraio 1982                  |
| Jeane Kirkpatrick                                                    | Stati Uniti               | Marzo 1982                     |
| Gérard Kamanda wa Kamanda                                            | Zaire                     | Aprile 1982                    |
| Ling Qing                                                            | Cina                      | Maggio 1982                    |
| Luc de la Barre de Nanteuil                                          | Francia                   | Giugno 1982                    |
| Noel G. Sinclair                                                     | Guyana                    | Luglio 1982                    |
| Noel Dorr                                                            | Irlanda                   | Agosto 1982                    |
| Masahiro Nisibori                                                    | Giappone                  | Settembre 1982                 |
| Hazem Nuseibeh                                                       | Giordania                 | Ottobre 1982                   |
| Carlos Ozores Typaldos                                               | Panama                    | Novembre 1982                  |
| Wlodzimierz Natorf                                                   | Polonia                   | Dicembre 1982                  |
| 1983                                                                 |                           |                                |
| Atsu-Koffi Amega                                                     | Togo                      | Gennaio 1983                   |
| Oleg Troyanovsky                                                     | Unione Sovietica          | Febbraio 1983                  |
| John Adam Thomson                                                    | Regno Unito               | Marzo 1983                     |
| Jeane Kirkpatrick                                                    | Stati Uniti               | Aprile 1983                    |
| Umba di Lutete Gérard Kamanda wa Kamanda                             | Zaire                     | Maggio 1983                    |
| Elleck Mashingaidze                                                  | Zimbabwe                  | Giugno 1983                    |
| Ling Qing                                                            | Cina                      | Luglio 1983                    |
| Luc de la Barre de Nanteuil                                          | Francia                   | Agosto 1983                    |
| Noel G. Sinclair                                                     | Guyana                    | Settembre 1983                 |
| Abdullah Salah                                                       | Giordania                 | Ottobre 1983                   |
| Victor J. Gauci                                                      | Malta                     | Novembre 1983                  |
| Max van der Stoel                                                    | Paesi Bassi               | Dicembre 1983                  |
| 1984                                                                 |                           |                                |
| Francisco Javier Chamorro Mora                                       | Nicaragua                 | Gennaio 1984                   |
| S. Shah Nawaz                                                        | Pakistan                  | Febbraio 1984                  |
| Javier Arias Stella                                                  | Perù                      | Marzo 1984                     |
| Vladimir A. Kravets                                                  | RSS Ucraina               | Aprile 1984                    |
| Oleg Troyanovsky                                                     | Unione Sovietica          | Maggio 1984                    |
| John Adam Thomson                                                    | Regno Unito               | Giugno 1984                    |
| Jeane Kirkpatrick                                                    | Stati Uniti               | Luglio 1984                    |
| Leandre Bassole                                                      | Alto Volta                | Agosto 1984                    |
| Elleck Mashingaidze                                                  | Zimbabwe                  | Settembre 1984                 |
| Basile Laerte Guissou Leandre Bassole                                | Burkina Faso              | Ottobre 1984                   |
| Ling Qing                                                            | Cina                      | Novembre 1984                  |
| Ahmed Tawfik Khalil                                                  | Egitto                    | Dicembre 1984                  |
| 1985                                                                 |                           |                                |
| Claude de Kemoularia                                                 | Francia                   | Gennaio 1985                   |
| Natarajan Krishnan                                                   | India                     | Febbraio 1985                  |
| Blaise Rabetafika                                                    | Madagascar                | Marzo 1985                     |
| Javier Arias Stella                                                  | Perù                      | Aprile 1985                    |
| Birabhongse Kasemsri Siddhi Savetsila                                | Thailandia                | Maggio 1985                    |
| Errol Mahabir D. H. N. Alleyne                                       | Trinidad e Tobago         | Giugno 1985                    |
| Hennadiy Udovenko                                                    | RSS Ucraina               | Luglio 1985                    |
| Oleg Troyanovsky                                                     | Unione Sovietica          | Agosto 1985                    |
| John Adam Thomson Geoffrey Howe                                      | Regno Unito               | Settembre 1985                 |
| Herbert S. Okun Vernon A. Walters                                    | Stati Uniti               | Ottobre 1985                   |
| Richard Woolcott                                                     | Australia                 | Novembre 1985                  |
| Leandre Bassole                                                      | Burkina Faso              | Dicembre 1985                  |
| 1986                                                                 |                           |                                |
| Luye Li                                                              | Cina                      | Gennaio 1986                   |
| Martin Adouki                                                        | Zaire                     | Febbraio 1986                  |
| Ole Bierring                                                         | Danimarca                 | Marzo 1986                     |
| Claude de Kemoularia                                                 | Francia                   | Aprile 1986                    |
| Victor Gbeho                                                         | Ghana                     | Maggio 1986                    |
| Blaise Rabetafika                                                    | Madagascar                | Giugno 1986                    |
| Birabhongse Kasemsri                                                 | Thailandia                | Luglio 1986                    |
| D. H. N. Alleyne                                                     | Trinidad e Tobago         | Agosto 1986                    |
| Alexander Belonogov                                                  | Unione Sovietica          | Settembre 1986                 |
| Mohammed Hussein Al Shaali                                           | Emirati Arabi Uniti       | Ottobre 1986                   |
| John Adam Thomson                                                    | Regno Unito               | Novembre 1986                  |
| Vernon A. Walters                                                    | Stati Uniti               | Dicembre 1986                  |
| 1987                                                                 |                           |                                |
| Andres Aguilar                                                       | Venezuela                 | Gennaio 1987                   |
| Peter D. Zuze                                                        | Zambia                    | Febbraio 1987                  |
| Marcelo Delpech                                                      | Argentina                 | Marzo 1987                     |
| Boris Tsvetkov                                                       | Bulgaria                  | Aprile 1987                    |
| Jiahua Huang                                                         | Cina                      | Maggio 1987                    |
| Martin Adouki                                                        | Zaire                     | Giugno 1987                    |
| Jean-Bernard Raimond Pierre-Louis Blanc                              | Francia                   | Luglio 1987                    |
| Hans Werner Lautenschlager                                           | Germania                  | Agosto 1987                    |
| Victor Gbeho                                                         | Ghana                     | Settembre 1987                 |
| Maurizio Bucci                                                       | Italia                    | Ottobre 1987                   |
| Kiyoaki Kikuchi                                                      | Giappone                  | Novembre 1987                  |
| Alexander Belonogov                                                  | Unione Sovietica          | Dicembre 1987                  |
| 1988                                                                 |                           |                                |
| Crispin Tickell                                                      | Regno Unito               | Gennaio 1988                   |
| Herbert S. Okun Vernon A. Walters                                    | Stati Uniti               | Febbraio 1988                  |
| Dragoslav Pejic                                                      | Jugoslavia                | Marzo 1988                     |
| Peter D. Zuze                                                        | Zambia                    | Aprile 1988                    |
| Hocine Djoudi                                                        | Algeria                   | Maggio 1988                    |
| Marcelo Delpech                                                      | Argentina                 | Giugno 1988                    |
| Paulo Nogueira Batista                                               | Brasile                   | Luglio 1988                    |
| Li Luye                                                              | Cina                      | Agosto 1988                    |
| Pierre-Louis Blanc                                                   | Francia                   | Settembre 1988                 |
| Alexander Graf York von Wartenburg                                   | Germania                  | Ottobre 1988                   |
| Mario Scialoja Giovanni Migliuolo                                    | Italia                    | Novembre 1988                  |
| 1989                                                                 |                           |                                |
| Razali Ismail                                                        | Malaysia                  | Gennaio 1989                   |
| J. P. Rana                                                           | Nepal                     | Febbraio 1989                  |
| A. C. Diallo                                                         | Senegal                   | Marzo 1989                     |
| Alexander Belonogov                                                  | Unione Sovietica          | Aprile 1989                    |
| Crispin Tickell                                                      | Regno Unito               | Maggio 1989                    |
| Thomas R. Pickering                                                  | Stati Uniti               | Giugno 1989                    |
| Dragoslav Pejic                                                      | Jugoslavia                | Luglio 1989                    |
| Hocine Djoudi                                                        | Algeria                   | Agosto 1989                    |
| Paulo Nogueira Batista                                               | Brasile                   | Settembre 1989                 |
| L. Yves Fortier                                                      | Canada                    | Ottobre 1989                   |
| Li Luye                                                              | Cina                      | Novembre 1989                  |
| Enrique Penalosa                                                     | Colombia                  | Dicembre 1989                  |
| 1990                                                                 |                           |                                |
| Amara Essy                                                           | Costa d'Avorio            | Gennaio 1990                   |
| Ricardo Alarcón de Quesada                                           | Cuba                      | Febbraio 1990                  |
| Abdullah Saleh al-Ashtal SUD                                         | Yemen                     | Marzo 1990                     |
| Tesfaye Tadessa                                                      | Etiopia                   | Aprile 1990                    |
| Klaus Törnudd                                                        | Finlandia                 | Maggio 1990                    |
| Pierre-Louis Blanc                                                   | Francia                   | Giugno 1990                    |
| Razali Ismail                                                        | Malaysia                  | Luglio 1990                    |
| Aurel-Dragos Munteanu                                                | Romania                   | Agosto 1990                    |
| Yuli Mikhailovich Vorontsov Eduard Shevardnadze                      | Unione Sovietica          | Settembre 1990                 |
| David Hannay                                                         | Regno Unito               | Ottobre 1990                   |
| Thomas R. Pickering James Baker                                      | Stati Uniti               | Novembre 1990                  |
| Abdullah Saleh al-Ashtal                                             | Yemen                     | Dicembre 1990                  |
| 1991                                                                 |                           |                                |
| Bagbeni Adeito Nzengeya                                              | Zaire                     | Gennaio 1991                   |
| Simbarashe Mumbengegwi                                               | Zimbabwe                  | Febbraio 1991                  |
| Peter Hohenfellner                                                   | Austria                   | Marzo 1991                     |
| Paul Noterdaeme                                                      | Belgio                    | Aprile 1991                    |
| Li Daoyu                                                             | Cina                      | Maggio 1991                    |
| Jean-Jacques Bechio                                                  | Costa d'Avorio            | Giugno 1991                    |
| Ricardo Alarcón de Quesada                                           | Cuba                      | Luglio 1991                    |
| José Ayala Lasso                                                     | Ecuador                   | Agosto 1991                    |
| Jean-Bernard Merimee Roland Dumas                                    | Francia                   | Settembre 1991                 |
| Chinmaya Rajaninath Gharekhan                                        | India                     | Ottobre 1991                   |
| Aurel-Dragos Munteanu                                                | Romania                   | Novembre 1991                  |
| Yuli Mikhailovich Vorontsov                                          | Unione Sovietica          | 1-21 dicembre 1991             |
| 1992                                                                 |                           |                                |
| David Hannay John Major                                              | Regno Unito               | Gennaio 1992                   |
| Thomas R. Pickering                                                  | Stati Uniti               | Febbraio 1992                  |
| Diego Arria                                                          | Venezuela                 | Marzo 1992                     |
| Simbarashe Mumbengegwi Stanislaus Garikai Chigwedere                 | Zimbabwe                  | Aprile 1992                    |
| Peter Hohenfellner                                                   | Austria                   | Maggio 1992                    |
| Paul Noterdaeme                                                      | Belgio                    | Giugno 1992                    |
| José Luís de Jesus                                                   | Capo Verde                | Luglio 1992                    |
| Li Daoyu                                                             | Cina                      | Agosto 1992                    |
| José Ayala Lasso                                                     | Ecuador                   | Settembre 1992                 |
| Jean-Bernard Merimee                                                 | Francia                   | Ottobre 1992                   |
| Andre Erdos                                                          | Ungheria                  | Novembre 1992                  |
| Chinmaya Rajaninath Gharekhan                                        | India                     | Dicembre 1992                  |
| 1993                                                                 |                           |                                |
| Yoshio Hatano                                                        | Giappone                  | Gennaio 1993                   |
| Ahmed Snoussi                                                        | Marocco                   | Febbraio 1993                  |
| Terence O'Brien Donald Charles McKinnon                              | Nuova Zelanda             | Marzo 1993                     |
| Jamsheed Marker                                                      | Pakistan                  | Aprile 1993                    |
| Yuli Mikhailovich Vorontsov                                          | Russia                    | Maggio 1993                    |
| Juan Antonio Yanez-Barnuevo                                          | Spagna                    | Giugno 1993                    |
| David Hannay Richardson                                              | Regno Unito               | Luglio 1993                    |
| Madeleine Albright                                                   | Stati Uniti               | Agosto 1993                    |
| Adolfo Taylhardat                                                    | Venezuela                 | Settembre 1993                 |
| Ronaldo Mota Sardenberg                                              | Brasile                   | Ottobre 1993                   |
| José Luís de Jesus Li Zhaoxing                                       | Capo Verde Cina           | Novembre 1993                  |
| Li Zhaoxing                                                          | Cina                      | Dicembre 1993                  |
| 1994                                                                 |                           |                                |
| Karel Kovanda                                                        | Rep. Ceca                 | Gennaio 1994                   |
| Roble Olhaye                                                         | Gibuti                    | Febbraio 1994                  |
| Jean-Bernard Merimee                                                 | Francia                   | Marzo 1994                     |
| Colin Keating Donald Charles McKinnon                                | Nuova Zelanda             | Aprile 1994                    |
| Ibrahim Gambari Baba Gana Kingibe                                    | Nigeria                   | Maggio 1994                    |
| Salim Bin Mohammed Al-Kussaiby                                       | Oman                      | Giugno 1994                    |
| Jamsheed Marker                                                      | Pakistan                  | Luglio 1994                    |
| Yuli Mikhailovich Vorontsov                                          | Russia                    | Agosto 1994                    |
| Juan Antonio Yanez-Barnuevo Francisco Javier Solana de Madariaga     | Spagna                    | Settembre 1994                 |
| David Hannay                                                         | Regno Unito               | Ottobre 1994                   |
| Madeleine Albright                                                   | Stati Uniti               | Novembre 1994                  |
| Manzi Bakuramutsa                                                    | Ruanda                    | Dicembre 1994                  |
| 1995                                                                 |                           |                                |
| Emilio Cárdenas                                                      | Argentina                 | Gennaio 1995                   |
| Joseph Legwaila Mompati Merafhe                                      | Botswana                  | Febbraio 1995                  |
| Li Zhaoxing Xuexian Wang                                             | Cina                      | Marzo 1995                     |
| Karel Kovanda Alexandr Vondra                                        | Rep. Ceca                 | Aprile 1995                    |
| Jean-Bernard Merimee                                                 | Francia                   | Maggio 1995                    |
| Detlev Graf zu Rantzau                                               | Germania                  | Giugno 1995                    |
| Gerardo Martinez Blanco Delmer Urbizio Panting                       | Honduras                  | Luglio 1995                    |
| Nugroho Wisnumurti                                                   | Indonesia                 | Agosto 1995                    |
| Francesco Paolo Fulci Susanna Agnelli                                | Italia                    | Settembre 1995                 |
| Ibrahim Gambari                                                      | Nigeria                   | Ottobre 1995                   |
| Salim bin Mohammed Al-Khussaiby                                      | Oman                      | Novembre 1995                  |
| Sergey Lavrov                                                        | Russia                    | Dicembre 1995                  |
| 1996                                                                 |                           |                                |
| John Weston                                                          | Regno Unito               | Gennaio 1996                   |
| Madeleine Albright                                                   | Stati Uniti               | Febbraio 1996                  |
| Joseph Legwaila                                                      | Botswana                  | Marzo 1996                     |
| Juan Somavía                                                         | Cile                      | Aprile 1996                    |
| Huasun Qin                                                           | Cina                      | Maggio 1996                    |
| Nabil Elaraby                                                        | Egitto                    | Giugno 1996                    |
| Alain Dejammet                                                       | Francia                   | Luglio 1996                    |
| Antonius Eitel                                                       | Germania                  | Agosto 1996                    |
| Alfredo Lopes Cabral                                                 | Guinea-Bissau             | Settembre 1996                 |
| Delmer Urbizio Panting Gerardo Martinez Blanco                       | Honduras                  | Ottobre 1996                   |
| Nugroho Wisnumurti                                                   | Indonesia                 | Novembre 1996                  |
| Francesco Paolo Fulci                                                | Italia                    | Dicembre 1996                  |
| 1997                                                                 |                           |                                |
| Hisashi Owada                                                        | Giappone                  | Gennaio 1997                   |
| Njuguna M. Mahugu                                                    | Kenya                     | Febbraio 1997                  |
| Zbigniew M. Wlosowicz                                                | Polonia                   | Marzo 1997                     |
| Antonio V. M. Monteiro                                               | Portogallo                | Aprile 1997                    |
| Park Soo Gil Chong Ha Yoo                                            | Corea del Sud             | Maggio 1997                    |
| Sergey Lavrov                                                        | Russia                    | Giugno 1997                    |
| Peter Osvald Lena Hjelm-Wallén                                       | Svezia                    | Luglio 1997                    |
| John Weston                                                          | Regno Unito               | Agosto 1997                    |
| William B. Richardson Madeleine Albright                             | Stati Uniti               | Settembre 1997                 |
| Juan Somavía                                                         | Cile                      | Ottobre 1997                   |
| Huasun Qin                                                           | Cina                      | Novembre 1997                  |
| Fernando Berrocal Soto                                               | Costa Rica                | Dicembre 1997                  |
| 1998                                                                 |                           |                                |
| Alain Dejammet                                                       | Francia                   | Gennaio 1998                   |
| Casimir Oyé-Mba Denis Dangue Réwaka                                  | Gabon                     | Febbraio 1998                  |
| Momodou Lamin Sedat Jobe Abdoulie Momodou Sallah                     | Gambia                    | Marzo 1998                     |
| Hisashi Owada                                                        | Giappone                  | Aprile 1998                    |
| Njuguna Mahugu Bonaya Godana                                         | Kenya                     | Maggio 1998                    |
| Antonio V. M. Monteiro Jaime Gama                                    | Portogallo                | Giugno 1998                    |
| Sergey Lavrov                                                        | Russia                    | Luglio 1998                    |
| Danilo Türk                                                          | Slovenia                  | Agosto 1998                    |
| Lena Hjelm-Wallén Hans Dalgren                                       | Svezia                    | Settembre 1998                 |
| Jeremy Greenstock                                                    | Regno Unito               | Ottobre 1998                   |
| Peter Burleigh                                                       | Stati Uniti               | Novembre 1998                  |
| Jassim Mohammed Buallay                                              | Bahrein                   | Dicembre 1998                  |
| 1999                                                                 |                           |                                |
| Celso Amorim                                                         | Brasile                   | Gennaio 1999                   |
| Robert R. Fowler Lloyd Axworthy                                      | Canada                    | Febbraio 1999                  |
| Qin Huasun                                                           | Cina                      | Marzo 1999                     |
| Alain Dejammet                                                       | Francia                   | Aprile 1999                    |
| Denis Dangue Réwaka                                                  | Gabon                     | Maggio 1999                    |
| Baboucarr-Blaise Jagne                                               | Gambia                    | Giugno 1999                    |
| Syed Hamid Albar Agam Hasmy                                          | Malaysia                  | Luglio 1999                    |
| Martin Andjaba Theo-Ben Gurirab                                      | Namibia                   | Agosto 1999                    |
| Peter van Walsum Jozias van Aartsen                                  | Paesi Bassi               | Settembre 1999                 |
| Sergey Lavrov                                                        | Russia                    | Ottobre 1999                   |
| Danilo Türk Boris Frlec                                              | Slovenia                  | Novembre 1999                  |
| Jeremy Greenstock Peter Hain                                         | Regno Unito               | Dicembre 1999                  |
| 2000                                                                 |                           |                                |
| Al Gore Richard Holbrooke Madeleine Albright                         | Stati Uniti               | Gennaio 2000                   |
| Arnaldo Manuel Listre Adalberto Rodríguez Giavarini                  | Argentina                 | Febbraio 2000                  |
| Anwarul Karim Chowdhury Abdus Samad Azad                             | Bangladesh                | Marzo 2000                     |
| Lloyd Axworthy Robert Fowler                                         | Canada                    | Aprile 2000                    |
| Wang Yingfan                                                         | Cina                      | Maggio 2000                    |
| Jean-David Levitte                                                   | Francia                   | Giugno 2000                    |
| Patricia Durrant Paul Robertson                                      | Giamaica                  | Luglio 2000                    |
| Agam Hasmy                                                           | Malaysia                  | Agosto 2000                    |
| Moctar Ouane Alpha Oumar Konaré                                      | Mali                      | Settembre 2000                 |
| Martin Andjaba Theo-Ben Gurirab                                      | Namibia                   | Ottobre 2000                   |
| Peter van Walsum Jozias van Aartsen Eveline Herfkens                 | Paesi Bassi               | Novembre 2000                  |
| Sergey Lavrov                                                        | Russia                    | Dicembre 2000                  |
| 2001                                                                 |                           |                                |
| Kishore Mahbubani S. Jayakumar                                       | Singapore                 | Gennaio 2001                   |
| Said Ben Mustapha Habib Ben Yahia                                    | Tunisia                   | Febbraio 2001                  |
| Valeriy Kuchinski Volodymyr Yelchenko Anatoliy Zlenko                | Ucraina                   | Marzo 2001                     |
| Jeremy Greenstock                                                    | Regno Unito               | Aprile 2001                    |
| James B. Cunningham                                                  | Stati Uniti               | Maggio 2001                    |
| Anwarul Karim Chowdhury Abdus Samad Azad                             | Bangladesh                | Giugno 2001                    |
| Wang Yingfan                                                         | Cina                      | Luglio 2001                    |
| Guillermo Fernández de Soto Alfonso Valdivieso Sarmiento             | Colombia                  | Agosto 2001                    |
| Jean-David Levitte                                                   | Francia                   | Settembre 2001                 |
| Richard Ryan Brian Cowen                                             | Irlanda                   | Ottobre 2001                   |
| Patricia Durrant P. J. Patterson Keith D. Knight                     | Giamaica                  | Novembre 2001                  |
| Moctar Ouane                                                         | Mali                      | Dicembre 2001                  |
| 2002                                                                 |                           |                                |
| Jagdish Koonjul Anil Gayan                                           | Mauritius                 | Gennaio 2002                   |
| Adolfo Aguilar Zínser                                                | Messico                   | Febbraio 2002                  |
| Ole Peter Kolby Jan Petersen                                         | Norvegia                  | Marzo 2002                     |
| Sergey Lavrov                                                        | Russia                    | Aprile 2002                    |
| Kishore Mahbubani S. Jayakumar                                       | Singapore                 | Maggio 2002                    |
| Mikhail Wehbe Farouk al-Sharaa                                       | Siria                     | Giugno 2002                    |
| Jeremy Greenstock Valerie Amos                                       | Regno Unito               | Luglio 2002                    |
| John Negroponte James B. Cunningham                                  | Stati Uniti               | Agosto 2002                    |
| Solomon Passy Stefan Tafrov Georgi Părvanov Rayko Strahilov Raytchev | Bulgaria                  | Settembre 2002                 |
| Martin Belinga Eboutou                                               | Camerun                   | Ottobre 2002                   |
| Zhang Yishan Wang Yingfan                                            | Cina                      | Novembre 2002                  |
| Alfonso Valdivieso Sarmiento Carolina Barco                          | Colombia                  | Dicembre 2002                  |
| 2003                                                                 |                           |                                |
| Jean-Marc de La Sablière Dominique de Villepin                       | Francia                   | Gennaio 2003                   |
| Gunter Pleuger Joschka Fischer                                       | Germania                  | Febbraio 2003                  |
| François Lonseny Fall Mamady Traore                                  | Guinea                    | Marzo 2003                     |
| Adolfo Aguilar Zínser Luis Ernesto Derbez                            | Messico                   | Aprile 2003                    |
| Munir Akram Khurshid Mahmud Kasuri                                   | Pakistan                  | Maggio 2003                    |
| Sergey Lavrov                                                        | Russia                    | Giugno 2003                    |
| Inocencio Arias Ana Menendez Ana Palacio                             | Spagna                    | Luglio 2003                    |
| Mikhail Wehbe Faisal Meqdad                                          | Siria                     | Agosto 2003                    |
| Emyr Jones Parry Jack Straw                                          | Regno Unito               | Settembre 2003                 |
| John Negroponte James B. Cunningham                                  | Stati Uniti               | Ottobre 2003                   |
| Gaspar Martins                                                       | Angola                    | Novembre 2003                  |
| Stefan Tafrov Solomon Passy                                          | Bulgaria                  | Dicembre 2003                  |
| 2004                                                                 |                           |                                |
| Heraldo Muñoz Soledad Alvear                                         | Cile                      | Gennaio 2004                   |
| Wang Guangya                                                         | Cina                      | Febbraio 2004                  |
| Jean-Marc de La Sablière Pierre-André Wiltzer                        | Francia                   | Marzo 2004                     |
| Gunter Pleuger Kerstin Müller                                        | Germania                  | Aprile 2004                    |
| Munir Akram Khurshid Mahmud Kasuri                                   | Pakistan                  | Maggio 2004                    |
| Lauro L. Baja Jr. Delia Domingo-Albert                               | Filippine                 | Giugno 2004                    |
| Mihnea Motoc Adrian Năstase Mircea Geoană                            | Romania                   | Luglio 2004                    |
| Andrey Denisov                                                       | Russia                    | Agosto 2004                    |
| Juan Antonio Yanez-Barnuevo Miguel Ángel Moratinos                   | Spagna                    | Settembre 2004                 |
| Emyr Jones Parry Bill Rammell Adam Thomson                           | Regno Unito               | Ottobre 2004                   |
| John Danforth Anne W. Patterson                                      | Stati Uniti               | Novembre 2004                  |
| Abdallah Baali Abdelaziz Belkhadem                                   | Algeria                   | Dicembre 2004                  |
| 2005                                                                 |                           |                                |
| César Mayoral Rafael Bielsa                                          | Argentina                 | Gennaio 2005                   |
| Joel W. Adechi Rogatien Biaou                                        | Benin                     | Febbraio 2005                  |
| Ronaldo Mota Sardenberg                                              | Brasile                   | Marzo 2005                     |
| Wang Guangya Zhang Yishan                                            | Cina                      | Aprile 2005                    |
| Ellen Margrethe Løj Lars Faaborg-Andersen Per Stig Møller            | Danimarca                 | Maggio 2005                    |
| Jean-Marc de La Sablière Michel Duclos Brigitte Collet               | Francia                   | Giugno 2005                    |
| Adamantios Vassilakis                                                | Grecia                    | Luglio 2005                    |
| Kenzo Oshima                                                         | Giappone                  | Agosto 2005                    |
| Lauro L. Baja Jr.                                                    | Filippine                 | Settembre 2005                 |
| Mihnea Motoc                                                         | Romania                   | Ottobre 2005                   |
| Andrey Denisov                                                       | Russia                    | Novembre 2005                  |
| Emyr Jones Parry                                                     | Regno Unito               | Dicembre 2005                  |
| 2006                                                                 |                           |                                |
| Augustine P. Mahiga                                                  | Tanzania                  | Gennaio 2006                   |
| John R. Bolton                                                       | Stati Uniti               | Febbraio 2006                  |
| César Mayoral                                                        | Argentina                 | Marzo 2006                     |
| Wang Guangya                                                         | Cina                      | Aprile 2006                    |
| Basile Ikouébé                                                       | Rep. del Congo            | Maggio 2006                    |
| Ellen Margrethe Løj                                                  | Danimarca                 | Giugno 2006                    |
| Jean-Marc de La Sablière                                             | Francia                   | Luglio 2006                    |
| Nana Effah-Apenteng                                                  | Ghana                     | Agosto 2006                    |
| Adamantios Vassilakis                                                | Grecia                    | Settembre 2006                 |
| Kenzo Oshima                                                         | Giappone                  | Ottobre 2006                   |
| Jorge Voto-Bernales                                                  | Perù                      | Novembre 2006                  |
| Nassir Abdulaziz Al-Nasser                                           | Qatar                     | Dicembre 2006                  |
| 2007                                                                 |                           |                                |
| Vitaly Churkin                                                       | Russia                    | Gennaio 2007                   |
| Peter Burian                                                         | Slovacchia                | Febbraio 2007                  |
| Dumisani Kumalo                                                      | Sudafrica                 | Marzo 2007                     |
| Emyr Jones Parry                                                     | Regno Unito               | Aprile 2007                    |
| Zalmay Khalilzad                                                     | Stati Uniti               | Maggio 2007                    |
| Johan C. Verbeke                                                     | Belgio                    | Giugno 2007                    |
| Wang Guangya                                                         | Cina                      | Luglio 2007                    |
| Pascal Gayama                                                        | Rep. del Congo            | Agosto 2007                    |
| Jean-Maurice Ripert                                                  | Francia                   | Settembre 2007                 |
| Leslie K. Christian                                                  | Ghana                     | Ottobre 2007                   |
| Marty Natalegawa                                                     | Indonesia                 | Novembre 2007                  |
| Marcello Spatafora                                                   | Italia                    | Dicembre 2007                  |
| 2008                                                                 |                           |                                |
| Giadalla Ettalhi                                                     | Libia                     | Gennaio 2008                   |
| Ricardo Alberto Arias                                                | Panama                    | Febbraio 2008                  |
| Vitaly Churkin                                                       | Russia                    | Marzo 2008                     |
| Dumisani Kumalo                                                      | Sudafrica                 | Aprile 2008                    |
| Karen Pierce                                                         | Regno Unito               | Maggio 2008                    |
| Zalmay Khalilzad                                                     | Stati Uniti               | Giugno 2008                    |
| Lê Lương Minh                                                        | Vietnam                   | Luglio 2008                    |
| Jan Grauls                                                           | Belgio                    | Agosto 2008                    |
| Michel Kafando                                                       | Burkina Faso              | Settembre 2008                 |
| Zhang Yesui                                                          | Cina                      | Ottobre 2008                   |
| Jorge Urbina Óscar Arias Sánchez Saúl Weisleder Jorge Ballestero     | Costa Rica                | Novembre 2008                  |
| Neven Jurica Stjepan Mesić Ivo Sanader                               | Croazia                   | Dicembre 2008                  |
| 2009                                                                 |                           |                                |
| Jean-Maurice Ripert Bernard Kouchner Jean-Pierre Lacroix             | Francia                   | Gennaio 2009                   |
| Yukio Takasu                                                         | Giappone                  | Febbraio 2009                  |
| Ibrahim Dabbashi Abdel Rahman Shalgham                               | Libia                     | Marzo 2009                     |
| Claude Heller Patricia Espinosa                                      | Messico                   | Aprile 2009                    |
| Vitaly Churkin Sergey Lavrov                                         | Russia                    | Maggio 2009                    |
| Baki İlkin Ahmet Davutoğlu                                           | Turchia                   | Giugno 2009                    |
| Ruhakana Rugunda Sam Kutesa                                          | Uganda                    | Luglio 2009                    |
| John Sawers                                                          | Regno Unito               | Agosto 2009                    |
| Susan Rice Barack Obama Rosemary DiCarlo Hillary Rodham Clinton      | Stati Uniti               | Settembre 2009                 |
| Lê Lương Minh                                                        | Vietnam                   | Ottobre 2009                   |
| Thomas Maggior-Harting                                               | Austria                   | Novembre 2009                  |
| Michel Kafando                                                       | Burkina Faso              | Dicembre 2009                  |
| 2010                                                                 |                           |                                |
| Zhang Yesui                                                          | Cina                      | Gennaio 2010                   |
| Gérard Araud                                                         | Francia                   | Febbraio 2010                  |
| Emmanuel Issoze-Ngondet                                              | Gabon                     | Marzo 2010                     |
| Yukio Takasu                                                         | Giappone                  | Aprile 2010                    |
| Nawaf Salam                                                          | Libano                    | Maggio 2010                    |
| Claude Heller                                                        | Messico                   | Giugno 2010                    |
| Joy Ogwu                                                             | Nigeria                   | Luglio 2010                    |
| Vitaly Churkin                                                       | Russia                    | Agosto 2010                    |
| Ertuğrul Apakan Abdullah Gül Ahmet Davutoğlu                         | Turchia                   | Settembre 2010                 |
| Ruhakana Rugunda                                                     | Uganda                    | Ottobre 2010                   |
| Mark Lyall Grant                                                     | Regno Unito               | Novembre 2010                  |
| Susan Rice Brooke D. Anderson                                        | Stati Uniti               | Dicembre 2010                  |
| 2011                                                                 |                           |                                |
| Ivan Barbalić                                                        | Bosnia ed Erzegovina      | Gennaio 2011                   |
| Maria Luiza Ribeiro Viotti                                           | Brasile                   | Febbraio 2011                  |
| Li Baodong                                                           | Cina                      | Marzo 2011                     |
| Juan Manuel Santos Néstor Osorio Londoño                             | Colombia                  | Aprile 2011                    |
| Gérard Araud                                                         | Francia                   | Maggio 2011                    |
| Ali Bongo Ondimba Alfred Moungara Moussotsi Emmanuel Issoze-Ngondet  | Gabon                     | Giugno 2011                    |
| Peter Wittig Guido Westerwelle                                       | Germania                  | Luglio 2011                    |
| Hardeep Singh Puri                                                   | India                     | Agosto 2011                    |
| Nawaf Salam Michel Suleiman Najib Mikati                             | Libano                    | Settembre 2011                 |
| Joy Ogwu                                                             | Nigeria                   | Ottobre 2011                   |
| José Filipe Moraes Cabral                                            | Portogallo                | Novembre 2011                  |
| Vitaly Churkin                                                       | Russia                    | Dicembre 2011                  |
| 2012                                                                 |                           |                                |
| Baso Sangqu                                                          | Sudafrica                 | Gennaio 2012                   |
| Kodjo Menan                                                          | Togo                      | Febbraio 2012                  |
| Mark Lyall Grant                                                     | Regno Unito               | Marzo 2012                     |
| Susan Rice                                                           | Stati Uniti               | Aprile 2012                    |
| Agshin Mehdiyev Ilham Aliyev                                         | Azerbaigian               | Maggio 2012                    |
| Li Baodong Wang Min                                                  | Cina                      | Giugno 2012                    |
| Néstor Osorio Londoño                                                | Colombia                  | Luglio 2012                    |
| Gérard Araud                                                         | Francia                   | Agosto 2012                    |
| Peter Wittig                                                         | Germania                  | Settembre 2012                 |
| Gert Rosenthal Harold Caballeros                                     | Guatemala                 | Ottobre 2012                   |
| Hardeep Singh Puri                                                   | India                     | Novembre 2012                  |
| Mohammed Loulichki Saad-Eddine El Othmani                            | Marocco                   | Dicembre 2012                  |
| 2013                                                                 |                           |                                |
| Masood Khan Hina Rabbani Khar                                        | Pakistan                  | Gennaio 2013                   |
| Kim Sook Kim Sung-hwan                                               | Corea del Sud             | Febbraio 2013                  |
| Vitaly Churkin                                                       | Russia                    | Marzo 2013                     |
| Eugène-Richard Gasana Louise Mushikiwabo                             | Ruanda                    | Aprile 2013                    |
| Kodjo Menan                                                          | Togo                      | Maggio 2013                    |
| Mark Lyall Grant                                                     | Regno Unito               | Giugno 2013                    |
| Rosemary DiCarlo                                                     | Stati Uniti               | Luglio 2013                    |
| María Perceval Agustín Rossi                                         | Argentina                 | Agosto 2013                    |
| Gary Quinlan Julie Bishop                                            | Australia                 | Settembre 2013                 |
| Agshin Mehdiyev Elmar Mammadyarov                                    | Azerbaigian               | Ottobre 2013                   |
| Liu Jieyi                                                            | Cina                      | Novembre 2013                  |
| Gérard Araud Alexis Lamek                                            | Francia                   | Dicembre 2013                  |
| 2014                                                                 |                           |                                |
| Prince Zeid bin Ra'ad                                                | Giordania                 | Gennaio 2014                   |
| Raimonda Murmokaitė Linas Antanas Linkevičius                        | Lituania                  | Febbraio 2014                  |
| Sylvie Lucas                                                         | Lussemburgo               | Marzo 2014                     |
| Joy Ogwu                                                             | Nigeria                   | Aprile 2014                    |
| Oh Joon                                                              | Corea del Sud             | Maggio 2014                    |
| Vitaly Churkin                                                       | Russia                    | Giugno 2014                    |
| Eugène-Richard Gasana                                                | Ruanda                    | Luglio 2014                    |
| Mark Lyall Grant                                                     | Regno Unito               | Agosto 2014                    |
| Samantha Power                                                       | Stati Uniti               | Settembre 2014                 |
| María Cristina Perceval                                              | Argentina                 | Ottobre 2014                   |
| Gary Quinlan                                                         | Australia                 | Novembre 2014                  |
| Mahamat Zene Cherif                                                  | Ciad                      | Dicembre 2014                  |
| 2015                                                                 |                           |                                |
| Cristian Barros                                                      | Cile                      | Gennaio 2015                   |
| Liu Jieyi                                                            | Cina                      | Febbraio 2015                  |
| François Delattre                                                    | Francia                   | Marzo 2015                     |
| Dina Kawar                                                           | Giordania                 | Aprile 2015                    |
| Raimonda Murmokaitė                                                  | Lituania                  | Maggio 2015                    |
| Ramlan Bin Ibrahim                                                   | Malaysia                  | Giugno 2015                    |
| Gerard van Bohemen                                                   | Nuova Zelanda             | Luglio 2015                    |
| Joy Ogwu                                                             | Nigeria                   | Agosto 2015                    |
| Vitaly Churkin                                                       | Russia                    | Settembre 2015                 |
| Román Oyarzun Marchesi                                               | Spagna                    | Ottobre 2015                   |
| Matthew Rycroft                                                      | Regno Unito               | Novembre 2015                  |
| Samantha Power                                                       | Stati Uniti               | Dicembre 2015                  |
| 2016                                                                 |                           |                                |
| Elbio Rosselli                                                       | Uruguay                   | Gennaio 2016                   |
| Rafael Darío Ramírez Carreño                                         | Venezuela                 | Febbraio 2016                  |
| Gaspar Martins                                                       | Angola                    | Marzo 2016                     |
| Liu Jieyi                                                            | Cina                      | Aprile 2016                    |
| Amr Abdellatif Aboulatta                                             | Egitto                    | Maggio 2016                    |
| François Delattre                                                    | Francia                   | Giugno 2016                    |
| Koro Bessho                                                          | Giappone                  | Luglio 2016                    |
| Ramlan Bin Ibrahim Ahmad Zahid Hamidi                                | Malaysia                  | Agosto 2016                    |
| Gerard van Bohemen John Key                                          | Nuova Zelanda             | Settembre 2016                 |
| Vitaly Churkin                                                       | Russia                    | Ottobre 2016                   |
| Fodé Seck                                                            | Senegal                   | Novembre 2016                  |
| Román Oyarzun Marchesi                                               | Spagna                    | Dicembre 2016                  |
| 2017                                                                 |                           |                                |
| Olof Skoog                                                           | Svezia                    | Gennaio 2017                   |
| Volodymyr Yelchenko                                                  | Ucraina                   | Febbraio 2017                  |
| Matthew Rycroft                                                      | Regno Unito               | Marzo 2017                     |
| Nikki Haley                                                          | Stati Uniti               | Aprile 2017                    |
| Elbio Rosselli                                                       | Uruguay                   | Maggio 2017                    |
| Sacha Llorenty                                                       | Bolivia                   | Giugno 2017                    |
| Liu Jieyi                                                            | Cina                      | Luglio 2017                    |
| Amr Abdellatif Aboulatta                                             | Egitto                    | Agosto 2017                    |
| Tekeda Alemu                                                         | Etiopia                   | Settembre 2017                 |
| François Delattre                                                    | Francia                   | Ottobre 2017                   |
| Sebastiano Cardi                                                     | Italia                    | Novembre 2017                  |
| Koro Bessho                                                          | Giappone                  | Dicembre 2017                  |
| 2018                                                                 |                           |                                |
| Kairat Umarov                                                        | Kazakistan                | Gennaio 2018                   |
| Mansour Ayyad Al-Otaibi                                              | Kuwait                    | Febbraio 2018                  |
| Karel van Oosterom                                                   | Paesi Bassi               | Marzo 2018                     |
| Gustavo Meza-Cuadra                                                  | Perù                      | Aprile 2018                    |
| Joanna Wronecka                                                      | Polonia                   | Maggio 2018                    |
| Vasily Nebenzya                                                      | Russia                    | Giugno 2018                    |
| Olof Skoog                                                           | Svezia                    | Luglio 2018                    |
| Karen Pierce                                                         | Regno Unito               | Agosto 2018                    |
| Nikki Haley                                                          | Stati Uniti               | Settembre 2018                 |
| Sacha Llorenty                                                       | Bolivia                   | Ottobre 2018                   |
| Ma Zhaoxu                                                            | Cina                      | Novembre 2018                  |
| Kacou Houadja Léon Adom                                              | Costa d'Avorio            | Dicembre 2018                  |
| 2019                                                                 |                           |                                |
| Francisco Antonio Cortorreal                                         | Rep. Dominicana           | Gennaio 2019                   |
| Anatolio Ndong Mba                                                   | Guinea Equatoriale        | Febbraio 2019                  |
| François Delattre                                                    | Francia                   | Marzo 2019                     |
| Christoph Heusgen                                                    | Germania                  | Aprile 2019                    |
| Dian Triansyah Djani                                                 | Indonesia                 | Maggio 2019                    |
| Mansour Al-Otaibi                                                    | Kuwait                    | Giugno 2019                    |
| Gustavo Meza-Cuadra                                                  | Perù                      | Luglio 2019                    |
| Joanna Wronecka                                                      | Polonia                   | Agosto 2019                    |
| Vasily Nebenzya                                                      | Russia                    | Settembre 2019                 |
| Jerry Matthews Matjila                                               | Sudafrica                 | Ottobre 2019                   |
| Karen Pierce                                                         | Regno Unito               | Novembre 2019                  |
| Kelly Craft                                                          | Stati Uniti               | Dicembre 2019                  |
| 2020                                                                 |                           |                                |
| Đặng Đình Quý                                                        | Vietnam                   | Gennaio 2020                   |
| Marc Pecsteen de Buytswerve                                          | Belgio                    | Febbraio 2020                  |
| Zhang Jun                                                            | Cina                      | Marzo 2020                     |
| José Singer Weisinger                                                | Rep. Dominicana           | Aprile 2020                    |
| Sven Jürgenson                                                       | Estonia                   | Maggio 2020                    |
| Nicolas de Rivière                                                   | Francia                   | Giugno 2020                    |
| Christoph Heusgen                                                    | Germania                  | Luglio 2020                    |
| Dian Triansyah Djani                                                 | Indonesia                 | Agosto 2020                    |
| Abdou Abarry                                                         | Niger                     | Settembre 2020                 |
| Vasily Nebenzya                                                      | Russia                    | Ottobre 2020                   |
| Inga Rhonda King                                                     | Saint Vincent e Grenadine | Novembre 2020                  |
| Jerry Matthews Matjila                                               | Sudafrica                 | Dicembre 2020                  |
| 2021                                                                 |                           |                                |
| Moncef Baati                                                         | Tunisia                   | Gennaio 2021                   |
| Barbara Woodward                                                     | Regno Unito               | Febbraio 2021                  |
| Linda Thomas-Greenfield                                              | Stati Uniti               | Marzo 2021                     |
| Đặng Đình Quý                                                        | Vietnam                   | Aprile 2021                    |
| Zhang Jun                                                            | Cina                      | Maggio 2021                    |
| Sven Jürgenson                                                       | Estonia                   | Giugno 2021                    |
| Nicolas de Rivière                                                   | Francia                   | Luglio 2021                    |
| T. S. Tirumurti                                                      | India                     | Agosto 2021                    |
| Geraldine Byrne Nason                                                | Irlanda                   | Settembre 2021                 |
| Martin Kimani                                                        | Kenya                     | Ottobre 2021                   |
| Juan Ramón de la Fuente Ramírez                                      | Messico                   | Novembre 2021                  |
| Abdou Abarry                                                         | Niger                     | Dicembre 2021                  |
| 2022                                                                 |                           |                                |
| Mona Juul                                                            | Norvegia                  | Gennaio 2022                   |
| Vasily Nebenzya                                                      | Russia                    | Febbraio 2022                  |
| Lana Zaki Nusseibeh                                                  | Emirati Arabi Uniti       | Marzo 2022                     |
| Barbara Woodward                                                     | Regno Unito               | Aprile 2022                    |
| Linda Thomas-Greenfield                                              | Stati Uniti               | Maggio 2022                    |
| Ferit Hoxha                                                          | Albania                   | Giugno 2022                    |
| Ronaldo Costa Filho                                                  | Brasile                   | Luglio 2022                    |
| Zhang Jun                                                            | Cina                      | Agosto 2022                    |
| Nicolas de Rivière                                                   | Francia                   | Settembre 2022                 |
| Michel Xavier Biang                                                  | Gabon                     | Ottobre 2022                   |
| Harold Agyeman                                                       | Ghana                     | Novembre 2022                  |
| Ruchira Kamboj                                                       | India                     | Dicembre 2022                  |
| 2023                                                                 |                           |                                |
| Ishikane Kimihiro                                                    | Giappone                  | Gennaio 2023                   |
| Vanessa Frazier                                                      | Malta                     | Febbraio 2023                  |
| Pedro Comissário Afonso                                              | Mozambico                 | Marzo 2023                     |
| Vasily Nebenzya                                                      | Russia                    | Aprile 2023                    |
| Pascale Baeriswyl                                                    | Svizzera                  | Maggio 2023                    |
| Lana Zaki Nusseibeh                                                  | Emirati Arabi Uniti       | Giugno 2023                    |
| Barbara Woodward                                                     | Regno Unito               | Luglio 2023                    |
| Linda Thomas-Greenfield                                              | Stati Uniti               | Agosto 2023                    |
| Ferit Hoxha                                                          | Albania                   | Settembre 2023                 |
| Sérgio França Danese                                                 | Brasile                   | Ottobre 2023                   |
| Zhang Jun                                                            | Cina                      | Novembre 2023                  |
| José De La Gasca                                                     | Ecuador                   | Dicembre 2023                  |
| 2024                                                                 |                           |                                |
| Nicolas de Rivière                                                   | Francia                   | Gennaio 2024                   |
| Carolyn Rodrigues-Birkett                                            | Guyana                    | Febbraio 2024                  |
| Ishikane Kimihiro                                                    | Giappone                  | Marzo 2024                     |
| Vanessa Frazier                                                      | Malta                     | Aprile 2024                    |
| Pedro Comissário Afonso                                              | Mozambico                 | Maggio 2024                    |
| Hwang Joon-kook                                                      | Corea del Sud             | Giugno 2024                    |
| Vasily Nebenzya                                                      | Russia                    | Luglio 2024                    |
| Alhaji Fanday Turay                                                  | Sierra Leone              | Agosto 2024                    |
| Samuel Žbogar                                                        | Slovenia                  | Settembre 2024                 |
| Pascale Baeriswyl                                                    | Svizzera                  | Ottobre 2024                   |
| Barbara Woodward                                                     | Regno Unito               | Novembre 2024                  |
| Linda Thomas-Greenfield                                              | Stati Uniti               | Dicembre 2024                  |
| 2025                                                                 |                           |                                |
| Amar Bendjama                                                        | Algeria                   | Gennaio 2025                   |
| Fu Cong                                                              | Cina                      | Febbraio 2025                  |
| Christina Markus Lassen                                              | Danimarca                 | Marzo 2025                     |
| Nicolas de Rivière                                                   | Francia                   | Aprile 2025                    |
| Evangelos C. Sekeris                                                 | Grecia                    | Maggio 2025                    |
| Carolyn Rodrigues-Birkett                                            | Guyana                    | Giugno 2025                    |
| Asim Iftikhar Ahmad                                                  | Pakistan                  | Luglio 2025                    |
| Eloy Alfaro de Alba                                                  | Panama                    | Agosto 2025                    |
|                                                                      | Corea del Sud             | Settembre 2025                 |
| Vasily Nebenzya                                                      | Russia                    | Ottobre 2025                   |
| Michael Imran Kanu                                                   | Sierra Leone              | Novembre 2025                  |
| Samuel Žbogar                                                        | Slovenia                  | Dicembre 2025                  |
| 2026                                                                 |                           |                                |
| Abukar Dahir Osman                                                   | Somalia                   | Gennaio 2026                   |
| Barbara Woodward                                                     | Regno Unito               | Febbraio 2026                  |
|                                                                      | Stati Uniti               | Marzo 2026                     |
| Jamal Fares Alrowaiei                                                | Bahrein                   | Aprile 2026                    |
| Fu Cong                                                              | Cina                      | Maggio 2026                    |
|                                                                      | Colombia                  | Giugno 2026                    |
|                                                                      | RD del Congo              | Luglio 2026                    |
|                                                                      | Danimarca                 | Agosto 2026                    |
|                                                                      | Francia                   | Settembre 2026                 |
|                                                                      | Grecia                    | Ottobre 2026                   |
|                                                                      | Lettonia                  | Novembre 2026                  |
|                                                                      | Liberia                   | Dicembre 2026                  |